# دواين كرامب
دواين كرامب (بالإنجليزية: Dwayne Crump)‏ هو لاعب كرة قدم أمريكية أمريكي، ولد في 9 أغسطس 1950 في ماديرا في الولايات المتحدة.